# Филипп, Радек
Радек Филипп (чеш. Radek Philipp; род. 12 февраля 1977, Острава) — чешский хоккеист, защитник.

## Карьера
Радек Филипп начал свою хоккейную карьеру в 1997 году. В Чехии известен по выступлениям за «Витковице» и пражскую «Спарту» в Экстралиге. Играл в Российской суперлиге за «Салават Юлаев» и в КХЛ за «Автомобилист». В 2008 году стал чемпионом России, в 2015 году выиграл золото Словацкой экстралиги с «Кошице». С 2000 по 2007 год играл за сборную Чехии на этапах Еврохоккейтура. В 2016 году завершил карьеру.
После окончания карьеры хоккеиста работал детским тренером в Чехии. Летом 2019 года был назначен ассистентом главного тренера сборной Чехии (до 16 лет).

## Достижения
- Чемпион России 2008
- Чемпион Словакии 2015
- Серебряный призёр чешской Экстралиги 2002
- Бронзовый призёр чешской Экстралиги 2001 и 2014

## Статистика
- Чешская экстралига — 671 игра, 116 очков (27+89)
- Словацкая экстралига — 85 игр, 17 очков (2+15)
- Российская суперлига — 113 игр, 11 очков (3+8)
- КХЛ — 29 игр, 9 очков (2+7)
- Финская хоккейная лига — 60 игр, 7 очков (1+6)
- Шведская хоккейная лига — 59 игр, 11 очков (4+7)
- Чешская первая лига — 51 игра, 8 очков (2+6)
- Сборная Чехии — 24 игры, 2 очка (0+2)
- Еврокубки (Трофей Европы, Лига чемпионов) — 40 игр, 4 очка (0+4)
- Кубок Шпенглера — 6 игр
- Всего за карьеру — 1138 игр, 185 очков (41 шайба + 144 передачи)